# کوژنیک
کوژنیک (به لاتین: Kuzhnik) یک منطقهٔ مسکونی در روسیه است که در داغستان واقع شده‌است.